# Важка атлетика на літніх Олімпійських іграх 2020 — кваліфікація
У змаганнях з важкої атлетики на літніх Олімпійських іграх 2020 зможуть взяти участь 196 спортсменів (98 чоловіків і 98 жінок), які розіграють між собою 14 комплектів нагород. Кожну країну можуть представляти щонайбільше 8 учасників (по 4 чоловіка і жінки). 28 червня 2021 року ІВФ опублікувала підсумковий список учасників Ігор.

## Правила кваліфікації
У кожній ваговій категорії кваліфікуються 14 важкоатлетів, ці місця розподіляються таким способом:
- 8 спортсменів за рейтингом ІВФ
- 5 представників від кожного континенту, тільки для НОК у яких ще немає 2-х представників, що кваліфікувались.
- 1 від країни-господарки (6 вагових категорій, по 3 чоловіка і жінки) або запрошення тристоронньої комісії (8 вагових категорій, по 4 чоловіка і жінки)

Для низки країн максимальне представництво обмежено в зв'язку з порушенням антидопінгових правил. Якщо спортсмени якоїсь країни здійснили від 10 до 19 порушень починаючи з Олімпійських ігор 2008 року і до кінця кваліфікації на Олімпійські ігри 2020 року, то цей НОК можуть представляти максимум 4 спортсмени (по 2 чоловіка і жінки). Якщо НОК має 20 і більше порушень, то представництво скорочено до 2 спортсменів (по 1 чоловіку і жінці).
Країни, для яких скорочено представництво на іграх, в зв'язку з порушенням антидопінгових правил:
Допущено тільки 2 спортсменів (по 1 чоловіку і жінці) за 20 і більше порушень:
- Росія (RUS) (40)
- Азербайджан (AZE) (34)
- Казахстан (KAZ) (34)
- Білорусь (BLR) (25)
- Румунія (ROU) (23) **
- Вірменія (ARM) (21)
- Таїланд (THA) (20) *
- В'єтнам (VIE)

Допущено тільки 4 спортсменів (по 2 квоти у чоловіків і жінок) за 10-19 порушень:
- Болгарія (BUL) (19)
- Україна (UKR) (18)
- Узбекистан (UZB) (17)
- Туреччина (TUR) (15)
- Молдова (MDA) (14)
- Єгипет (EGY) (13) *
- Індія (IND) (13)
- Іран (IRI) (13)
- Албанія (ALB) (11)
- Венесуела (VEN) (11)
- Малайзія (MAS) (10) *
- Мексика (MEX) (10)

Ба більше, для низки країн, в зв'язку з неодноразовими порушеннями антидопінгових правил призупинено членство в ІВФ, тому їхні спортсмени не братимуть участі в Іграх:
Країни недопущені до участі в Олімпійських іграх 2020
- Єгипет (EGY),
- Малайзія (MAS),
- Румунія (ROU),
- Таїланд (THA)

Квоти, отримані згідно з рейтингом (зокрема, квоти для континентів) або тристоронньої комісії, присуджували конкретному спортсмену. Квоти країни-господарки, надані МОК, розподілено між ваговими категоріями на розсуд самої країни-господарки. У випадку, якби японський спортсмен кваліфікувався на ігри згідно з рейтингом і залишилася б невикористана квота, це місце було б перерозподілено згідно зі світовим рейтингом ІВФ.
Для участі в рейтингу, очки можна було заробити беручи участь у різних змаганнях з важкої атлетики розділених на три категорії відповідно до їх статусу (золоті змагання, множник - 1,1, срібні - 1,05 і бронзові - 1,0)  . Кваліфікаційний період поділявся на 3 відрізки (1 листопада 2018 - 30 квітень 2019, 1 травня 2019 - 31 жовтень 2019, 1 листопада 2019 - 31 травень 2021), під час яких розглядалися і найкращі результати в межах одного відрізка, і найкращий результат загалом. Щоб пройти кваліфікацію на Ігри, атлет мав взяти участь принаймні в одному змаганні на кожному з відрізків, в шести змаганнях за весь час відбору, одному змаганні з золотим статусом і одному іншому змаганні з золотим або срібним статусом. Для спортсменів, що використовують квотні місця як країна-господарка, відбір був спрощений, була потрібна участь в одному змаганні на кожному з періодів і одне золоте або срібне змагання на будь-якому з періодів. Спортсменам, що одержали квоту на запрошення тристоронньої комісії, досить було взяти участь лише в двох змаганнях незалежно від їхнього статусу.
Поділ змагань за статусом:
- Золото - Чемпіонати світу і континентів
- Срібло - змагання під егідою ІВФ, в тому числі мультиспортивні ігри та чемпіонати
- Бронза - інші міжнародні змагання

## Розклад

### Золотий рівень
| Дисципліна                                                      | Строки              | Місце проведення                        |
| --------------------------------------------------------------- | ------------------- | --------------------------------------- |
| Чемпіонат світу 2018                                            | 1–10 листопада 2018 | Ашгабат, Туркменістан                   |
| Чемпіонат Європи 2019                                           | 6–13 квітня 2019    | Батумі, Грузія                          |
| Чемпіонат Азії 2019                                             | 20–30 квітня 2019   | Нінбо, Китайська Народна Республіка     |
| Панамериканський чемпіонат 2019                                 | 23–27 квітня 2019   | Гватемала, Гватемала                    |
| Чемпіонат Африки 2019                                           | 25–29 квітня 2019   | Каїр, Єгипет                            |
| Панамериканський чемпіонат з важкої атлетики серед юніорів 2019 | 20–28 травня 2019   | Гавана, Куба                            |
| Чемпіонат світу серед юніорів 2019                              | 1–8 червня 2019     | Сува, Фіджі                             |
| Чемпіонат Океанії з важкої атлетики 2019                        | 9–14 липня 2019     | Апіа, Самоа                             |
| Чемпіонат Океанії з важкої атлетики серед юніорів 2019          | 9–14 липня 2019     | Апіа, Самоа                             |
| Чемпіонат світу 2019                                            | 18–27 вересня 2019  | Паттая, Таїланд                         |
| Чемпіонат Європи серед юніорів 2019                             | 18–27 жовтня 2019   | Бухарест, Румунія                       |
| Чемпіонат Азії з важкої атлетики серед юніорів 2019             | 20–27 жовтня 2019   | Пхеньян, Північна Корея                 |
| Чемпіонат Азії з важкої атлетики серед юніорів 2020             | 13–19 лютого 2020   | Ташкент, Узбекистан                     |
| Чемпіонат Європи 2021                                           | 3–11 квітня 2021    | Москва, Росія                           |
| Чемпіонат Азії 2020                                             | 16–25 квітня 2021   | Ташкент, Узбекистан                     |
| Панамериканський чемпіонат 2020                                 | 18–25 квітня 2021   | Санто-Домінго, Домініканська Республіка |
| Чемпіонат Африки 2021                                           | 27–29 травня 2021   | Найробі, Кенія                          |
| Чемпіонат світу серед юніорів 2021                              | 23–31 травня 2021   | Ташкент, Узбекистан                     |

### Срібний рівень
| Дисципліна                                        | Строки                        | Місце проведення                     |
| ------------------------------------------------- | ----------------------------- | ------------------------------------ |
| Міжнародний чемпіонат EGAT's Cup 2019             | 7–10 лютого 2019              | Чіангмай, Таїланд                    |
| Кубок світу ІВФ 2019                              | 22–27 лютого 2019             | Фучжоу, Китайська Народна Республіка |
| Міжнародний кубок Фаджр 2019                      | 1–5 березня 2019              | Тегеран, Іран                        |
| Регіональний чемпіонат в Африканській зоні 2 2019 | 2–7 березня 2019              | Найробі, Кенія                       |
| Гран-прі ІВФ – ODESUR CSLP 2019                   | 11–12 травня 2019             | Ліма, Перу                           |
| Товариський турнір Японія-Китай-Корея 2019        | 6–7 липня 2019                | Токіо, Японія                        |
| Панамериканські ігри 2019                         | 27–30 липня 2019              | Ліма, Перу                           |
| Тихоокеанські ігри 2019                           | 9–14 липня 2019               | Апіа, Самоа                          |
| Кубок Середземномор'я з важкої атлетики 2019      | 4–6 жовтня 2019               | Serravalle, Сан-Марино               |
| Південносхідноазійські ігри 2019                  | 30 листопада – 10 грудня 2019 | Маніла, Філіппіни                    |

## Країни, що кваліфікувались
| НОК                              | Чоловіки | Чоловіки | Чоловіки | Чоловіки | Чоловіки | Чоловіки  | Чоловіки     | Жінки    | Жінки    | Жінки    | Жінки    | Жінки    | Жінки    | Жінки       | Загалом |
| НОК                              | до 61 кг | до 67 кг | до 73 кг | до 81 кг | до 96 кг | до 109 кг | понад 109 кг | до 49 кг | до 55 кг | до 59 кг | до 64 кг | до 76 кг | до 87 кг | понад 87 кг | Загалом |
| -------------------------------- | -------- | -------- | -------- | -------- | -------- | --------- | ------------ | -------- | -------- | -------- | -------- | -------- | -------- | ----------- | ------- |
| Албанія (ALB)                    |          |          | Так      | Так      |          |           |              |          |          |          |          |          |          |             | 2       |
| Алжир (ALG)                      |          |          |          |          |          |           | Так          |          |          |          |          |          |          |             | 1       |
| Американське Самоа (ASA)         |          |          |          |          |          | Так       |              |          |          |          |          |          |          |             | 1       |
| Вірменія (ARM)                   |          |          |          |          |          | Так       |              |          |          | Так      |          |          |          |             | 2       |
| Австралія (AUS)                  |          |          | Так      |          |          | Так       |              |          |          | Так      | Так      |          |          | Так         | 5       |
| Австрія (AUT)                    |          |          |          |          |          |           | Так          |          |          |          |          |          |          | Так         | 2       |
| Білорусь (BLR)                   |          |          |          |          | Так      |           |              |          |          |          |          | Так      |          |             | 2       |
| Бельгія (BEL)                    |          |          |          |          |          |           |              | Так      |          |          |          |          |          | Так         | 2       |
| Ботсвана (BOT)                   |          |          |          |          |          |           |              |          |          | Так      |          |          |          |             | 1       |
| Бразилія (BRA)                   |          |          |          |          |          |           | Так          | Так      |          |          |          |          | Так      |             | 3       |
| Болгарія (BUL)                   |          |          | Так      |          |          | Так       |              |          |          |          |          |          |          |             | 2       |
| Камерун (CMR)                    |          |          |          |          |          |           |              |          |          |          |          | Так      | Так      |             | 2       |
| Канада (CAN)                     |          |          |          |          | Так      |           |              |          | Так      | Так      | Так      | Так      |          |             | 5       |
| Чилі (CHI)                       |          |          |          | Так      |          |           |              |          |          |          |          |          | Так      |             | 2       |
| Китай (CHN)                      | Так      | Так      | Так      | Так      |          |           |              | Так      | Так      |          |          |          | Так      | Так         | 8       |
| Колумбія (COL)                   |          | Так      |          | Так      |          |           |              |          |          |          | Так      |          |          |             | 3       |
| Куба (CUB)                       |          |          |          |          | Так      |           |              | Так      |          |          | Так      |          |          | Так         | 4       |
| Чехія (CZE)                      |          |          |          |          |          |           | Так          |          |          |          |          |          |          |             | 1       |
| Домініканська Республіка (DOM)   | Так      |          |          | Так      |          |           |              | Так      |          |          |          |          | Так      | Так         | 5       |
| Еквадор (ECU)                    |          |          |          |          |          |           |              |          |          | Так      | Так      | Так      | Так      |             | 4       |
| Франція (FRA)                    |          | Так      |          |          |          |           |              | Так      |          | Так      |          |          | Так      |             | 4       |
| Грузія (GEO)                     | Так      | Так      |          |          | Так      |           | Так          |          |          |          |          |          |          |             | 4       |
| Німеччина (GER)                  | Так      |          |          | Так      |          |           |              |          |          |          | Так      |          |          |             | 3       |
| Гана (GHA)                       |          |          |          |          | Так      |           |              |          |          |          |          |          |          |             | 1       |
| Велика Британія (GBR)            |          |          |          |          |          |           |              |          |          | Так      | Так      |          |          | Так         | 3       |
| Греція (GRE)                     |          |          |          |          |          |           |              |          |          | Так      |          |          |          |             | 1       |
| Угорщина (HUN)                   |          |          |          |          |          |           | Так          |          |          |          |          |          |          |             | 1       |
| Індія (IND)                      |          |          |          |          |          |           |              | Так      |          |          |          |          |          |             | 1       |
| Індонезія (INA)                  | Так      | Так      | Так      |          |          |           |              | Так      |          |          |          |          |          | Так         | 5       |
| Іран (IRI)                       |          |          |          |          |          | Так       | Так          |          |          |          |          |          |          |             | 2       |
| Італія (ITA)                     | Так      | Так      |          | Так      |          |           |              |          |          |          | Так      |          |          |             | 4       |
| Японія (JPN)                     | Так      | Так      | Так      |          | Так      |           |              | Так      | Так      | Так      |          |          |          |             | 7       |
| Казахстан (KAZ)                  | Так      |          |          |          |          |           |              |          | Так      |          |          |          |          |             | 2       |
| Киргизстан (KGZ)                 |          |          |          |          | Так      |           |              |          |          |          |          |          |          |             | 1       |
| Латвія (LAT)                     |          |          |          | Так      |          | Так       |              |          |          |          |          |          |          |             | 2       |
| Ліван (LBN)                      |          |          |          |          |          |           |              |          |          |          |          | Так      |          |             | 1       |
| Литва (LTU)                      |          |          |          |          |          | Так       |              |          |          |          |          |          |          |             | 1       |
| Мадагаскар (MAD)                 | Так      | Так      |          |          |          |           |              |          |          |          |          |          |          |             | 2       |
| Мальта (MLT)                     |          |          |          |          |          |           |              |          |          |          | Так      |          |          |             | 1       |
| Маврикій (MRI)                   |          |          |          |          |          |           |              | Так      |          |          |          |          |          |             | 1       |
| Мексика (MEX)                    |          | Так      | Так      |          |          |           |              |          | Так      |          |          | Так      |          |             | 4       |
| Молдова (MDA)                    |          |          |          |          |          |           |              |          |          |          |          |          | Так      |             | 1       |
| Монголія (MGL)                   |          |          |          |          |          |           |              |          |          |          |          |          |          | Так         | 1       |
| Марокко (MAR)                    |          |          | Так      |          |          |           |              |          |          |          |          |          |          |             | 1       |
| Науру (NRU)                      |          |          |          |          |          |           |              |          |          |          |          | Так      |          |             | 1       |
| Нідерланди (NED)                 |          |          |          |          |          |           | Так          |          |          |          |          |          |          |             | 1       |
| Нова Зеландія (NZL)              |          |          |          | Так      |          |           | Так          |          |          |          |          | Так      | Так      | Так         | 5       |
| Нікарагуа (NCA)                  |          |          |          |          |          |           |              |          |          |          | Так      |          |          |             | 1       |
| Оман (OMA)                       |          |          |          | Так      |          |           |              |          |          |          |          |          |          |             | 1       |
| Пакистан (PAK)                   |          | Так      |          |          |          |           |              |          |          |          |          |          |          |             | 1       |
| Палестина (PLE)                  |          |          |          |          | Так      |           |              |          |          |          |          |          |          |             | 1       |
| Папуа Нова Гвінея (PNG)          | Так      |          |          |          |          |           |              | Так      |          |          |          |          |          |             | 2       |
| Перу (PER)                       | Так      |          |          |          |          |           |              |          |          |          |          |          |          |             | 1       |
| Філіппіни (PHI)                  |          |          |          |          |          |           |              |          | Так      |          | Так      |          |          |             | 2       |
| Польща (POL)                     |          |          |          |          | Так      | Так       |              |          | Так      |          |          |          |          |             | 3       |
| Катар (QAT)                      |          |          |          |          | Так      |           |              |          |          |          |          |          |          |             | 1       |
| Збірна біженців (EOR)            |          |          |          |          | Так      |           |              |          |          |          |          |          |          |             | 1       |
| Олімпійський комітет Росії (ROC) |          |          |          |          |          | Так       |              | Так      |          |          |          |          |          |             | 2       |
| Саудівська Аравія (KSA)          |          |          | Так      |          |          |           |              |          |          |          |          |          |          |             | 1       |
| Соломонові Острови (SOL)         |          |          |          |          |          |           |              |          | Так      |          |          |          |          |             | 1       |
| Південна Корея (KOR)             |          | Так      | Так      |          | Так      | Так       |              |          | Так      |          |          | Так      | Так      | Так         | 8       |
| Іспанія (ESP)                    |          |          | Так      | Так      |          |           | Так          |          |          |          |          |          | Так      |             | 4       |
| Швеція (SWE)                     |          |          |          |          |          |           |              |          |          |          |          | Так      |          |             | 1       |
| Сирія (SYR)                      |          |          |          |          |          |           | Так          |          |          |          |          |          |          |             | 1       |
| Китайський Тайбей (TPE)          | Так      |          |          |          |          |           | Так          | Так      | Так      | Так      | Так      |          |          |             | 6       |
| Тонга (TGA)                      |          |          |          |          |          |           |              |          |          |          |          |          |          | Так         | 1       |
| Туніс (TUN)                      |          |          | Так      | Так      |          | Так       |              |          | Так      |          | Так      |          |          |             | 5       |
| Туреччина (TUR)                  | Так      | Так      |          |          |          |           |              |          |          |          | Так      |          |          |             | 3       |
| Туркменістан (TKM)               |          |          |          | Так      |          | Так       | Так          |          | Так      | Так      |          |          |          |             | 5       |
| Україна (UKR)                    |          |          |          |          |          |           |              |          | Так      |          |          | Так      |          |             | 2       |
| США (USA)                        |          |          | Так      | Так      |          | Так       | Так          | Так      |          |          |          | Так      | Так      | Так         | 8       |
| Узбекистан (UZB)                 |          | Так      |          |          |          | Так       |              |          | Так      |          |          | Так      |          |             | 4       |
| Венесуела (VEN)                  |          |          | Так      |          | Так      |           |              |          |          | Так      |          |          | Так      |             | 4       |
| В'єтнам (VIE)                    | Так      |          |          |          |          |           |              |          |          | Так      |          |          |          |             | 2       |
| Загалом: 74 НОК                  | 14       | 14       | 14       | 14       | 15       | 14        | 14           | 14       | 14       | 14       | 14       | 14       | 14       | 14          | 197     |

## Чоловічі змагання

### До 61 кг
| Відбір                                        | Квоти | НОК                            | важкоатлет, що кваліфікувався |
| --------------------------------------------- | ----- | ------------------------------ | ----------------------------- |
| Світовий рейтинг ІВФ                          | 8     | Китай (CHN)                    | Лі Фабінь                     |
| Світовий рейтинг ІВФ                          | 8     | Індонезія (INA)                | Еко Іраван                    |
| Світовий рейтинг ІВФ                          | 8     | В'єтнам (VIE)                  | Тчан Кім Туан                 |
| Світовий рейтинг ІВФ                          | 8     | Японія (JPN)                   | Йоїті Ітокадзу                |
| Світовий рейтинг ІВФ                          | 8     | Грузія (GEO)                   | Шота Мішвелідзе               |
| Світовий рейтинг ІВФ                          | 8     | Німеччина (GER)                | Зімон Брандгубер              |
| Світовий рейтинг ІВФ                          | 8     | Саудівська Аравія (KSA)        | Серадж Альсалім               |
| Світовий рейтинг ІВФ                          | 8     | Казахстан (KAZ)                | Ігор Сон                      |
| Континентальний рейтинг ІВФ – Африка          | 1     | Мадагаскар (MAD)               | Ерік Андріанцитохайна         |
| Континентальний рейтинг ІВФ – Америка         | 1     | Домініканська Республіка (DOM) | Луїс Альберто Гарсія Бріто    |
| Континентальний рейтинг ІВФ – Азія            | 1     | Китайський Тайбей (TPE)        | Kao Chan-hung                 |
| Континентальний рейтинг ІВФ – Європа          | 1     | Італія (ITA)                   | Давіде Рую                    |
| Континентальний рейтинг ІВФ – Океанія         | 1     | Папуа Нова Гвінея (PNG)        | Мореа Бару                    |
| Перерозподіл запрошення тристоронньої комісії | 1     | Перу (PER)                     | Маркос Рохас                  |
| Загалом                                       | 14    |                                |                               |

### До 67 кг
| Відбір                                | Квоти | НОК                  | важкоатлет, що кваліфікувався |
| ------------------------------------- | ----- | -------------------- | ----------------------------- |
| Світовий рейтинг ІВФ                  | 8     | Китай (CHN)          | Чень Ліцзюнь                  |
| Світовий рейтинг ІВФ                  | 8     | Узбекистан (UZB)     | Адхамджон Ергашев             |
| Світовий рейтинг ІВФ                  | 8     | Колумбія (COL)       | Луїс Хав'єр Москера           |
| Світовий рейтинг ІВФ                  | 8     | Туреччина (TUR)      | Мухаммед Фуркан Озбек         |
| Світовий рейтинг ІВФ                  | 8     | Італія (ITA)         | Мірко Дзанні                  |
| Світовий рейтинг ІВФ                  | 8     | Японія (JPN)         | Міцунорі Коннаї               |
| Світовий рейтинг ІВФ                  | 8     | Франція (FRA)        | Бернарден Матам               |
| Світовий рейтинг ІВФ                  | 8     | Індонезія (INA)      | Дені                          |
| Континентальний рейтинг ІВФ – Африка  | 1     | Мадагаскар (MAD)     | Тоджоніріна Андріанцитохайна  |
| Континентальний рейтинг ІВФ – Америка | 1     | Мексика (MEX)        | Джонатан Муньйос              |
| Континентальний рейтинг ІВФ – Азія    | 1     | Південна Корея (KOR) | Хан Мьон Мок                  |
| Континентальний рейтинг ІВФ – Європа  | 1     | Грузія (GEO)         | Гога Чхеїдзе                  |
| Континентальний рейтинг ІВФ – Океанія | 1     | Кірибаті (KIR)       | Рубен Катоатау                |
| Запрошення тристоронньої комісії      | 1     | Пакистан (PAK)       | Талха Таліб                   |
| Загалом                               | 14    |                      |                               |

### До 73 кг
| Відбір                                        | Квоти | НОК                     | важкоатлет, що кваліфікувався |
| --------------------------------------------- | ----- | ----------------------- | ----------------------------- |
| Світовий рейтинг ІВФ                          | 8     | Китай (CHN)             | Ши Чжиюн                      |
| Світовий рейтинг ІВФ                          | 8     | США (USA)               | Кларенс Каммінґс              |
| Світовий рейтинг ІВФ                          | 8     | Болгарія (BUL)          | Божидар Андреєв               |
| Світовий рейтинг ІВФ                          | 8     | Венесуела (VEN)         | Хуліо Майора                  |
| Світовий рейтинг ІВФ                          | 8     | Албанія (ALB)           | Брікен Цалія                  |
| Світовий рейтинг ІВФ                          | 8     | Туніс (TUN)             | Карем Бен Гніа                |
| Світовий рейтинг ІВФ                          | 8     | Японія (JPN)            | Масанорі Міямото              |
| Світовий рейтинг ІВФ                          | 8     | Південна Корея (KOR)    | Вон Джон Сік                  |
| Континентальний рейтинг ІВФ – Африка          | 1     | Марокко (MAR)           | Абдеррахім Моум               |
| Континентальний рейтинг ІВФ – Америка         | 1     | Мексика (MEX)           | Хорхе Карденас                |
| Континентальний рейтинг ІВФ – Азія            | 1     | Індонезія (INA)         | Рахмат Ервін Абдулла          |
| Континентальний рейтинг ІВФ – Європа          | 1     | Іспанія (ESP)           | Давід Санчес                  |
| Континентальний рейтинг ІВФ – Океанія         | 1     | Австралія (AUS)         | Брендон Вейклінґ              |
| Перерозподіл запрошення тристоронньої комісії | 1     | Саудівська Аравія (KSA) | Махмуд Аль-Хумайд             |
| Загалом                                       | 14    |                         |                               |

### До 81 кг
| Відбір                                | Квоти | НОК                            | важкоатлет, що кваліфікувався |
| ------------------------------------- | ----- | ------------------------------ | ----------------------------- |
| Світовий рейтинг ІВФ                  | 8     | Китай (CHN)                    | Люй Сяоцзюнь                  |
| Світовий рейтинг ІВФ                  | 8     | Колумбія (COL)                 | Браян Родальєгас              |
| Світовий рейтинг ІВФ                  | 8     | Італія (ITA)                   | Антоніо Піццолато             |
| Світовий рейтинг ІВФ                  | 8     | Домініканська Республіка (DOM) | Сакаріас Боннат               |
| Світовий рейтинг ІВФ                  | 8     | Туркменістан (TKM)             | Реджепбай Реджепов            |
| Світовий рейтинг ІВФ                  | 8     | США (USA)                      | Гаррісон Маурус               |
| Світовий рейтинг ІВФ                  | 8     | Латвія (LAT)                   | Рітварс Сухаревс              |
| Світовий рейтинг ІВФ                  | 8     | Німеччина (GER)                | Ніко Мюллер                   |
| Континентальний рейтинг ІВФ – Африка  | 1     | Туніс (TUN)                    | Рамзі Бахлул                  |
| Континентальний рейтинг ІВФ – Америка | 1     | Чилі (CHI)                     | Арлей Мендес                  |
| Континентальний рейтинг ІВФ – Азія    | 1     | —                              | —                             |
| Континентальний рейтинг ІВФ – Європа  | 1     | Іспанія (ESP)                  | Андрес Мата                   |
| Континентальний рейтинг ІВФ – Океанія | 1     | Нова Зеландія (NZL)            | Кемерон Мактаґґарт            |
| Запрошення тристоронньої комісії      | 1     | Оман (OMA)                     | Амур Салім Аль-Ханджарі       |
| Перерозподіл невикористаних квот      | 1     | Албанія (ALB)                  | Ерканд Керімай                |
| Загалом                               | 14    |                                |                               |

### До 96 кг
| Відбір                                | Квоти | НОК                     | важкоатлет, що кваліфікувався |
| ------------------------------------- | ----- | ----------------------- | ----------------------------- |
| Світовий рейтинг ІВФ                  | 8     | Катар (QAT)             | Фаріс Ібрахім                 |
| Світовий рейтинг ІВФ                  | 8     | Білорусь (BLR)          | Євген Тихонцов                |
| Світовий рейтинг ІВФ                  | 8     | Грузія (GEO)            | Антон Плесной                 |
| Світовий рейтинг ІВФ                  | 8     | Канада (CAN)            | Боуді Сантаві                 |
| Світовий рейтинг ІВФ                  | 8     | Південна Корея (KOR)    | Ю Тон Чу                      |
| Світовий рейтинг ІВФ                  | 8     | Венесуела (VEN)         | Кейдомар Вальєнілья           |
| Світовий рейтинг ІВФ                  | 8     | Японія (JPN)            | Тосікі Ямамото                |
| Світовий рейтинг ІВФ                  | 8     | Греція (GRE)            | Теодорос Яковідіс             |
| Континентальний рейтинг ІВФ – Африка  | 1     | Гана (GHA)              | Крістіан Амоа                 |
| Континентальний рейтинг ІВФ – Америка | 1     | Куба (CUB)              | Ольфідес Саес                 |
| Континентальний рейтинг ІВФ – Азія    | 1     | Киргизстан (KGZ)        | Бекдолоот Расулбеков          |
| Континентальний рейтинг ІВФ – Європа  | 1     | Польща (POL)            | Бартоломей Адамус             |
| Континентальний рейтинг ІВФ – Океанія | —     | —                       | —                             |
| Запрошення тристоронньої комісії      | 1     | Палестина (PLE)         | Mohammed Hamada               |
| Запрошення МОК                        | 1     | Збірна біженців (ROT)   | Сіріл Чатчет 2-й              |
| Перерозподіл невикористаних квот      | 1     | Китайський Тайбей (TPE) | Chen Po-jen                   |
| Загалом                               | 15    |                         |                               |

### До 109 кг
| Відбір                                | Квоти | НОК                              | важкоатлет, що кваліфікувався |
| ------------------------------------- | ----- | -------------------------------- | ----------------------------- |
| Світовий рейтинг ІВФ                  | 8     | Вірменія (ARM)                   | Мартиросян Симон Геворкович   |
| Світовий рейтинг ІВФ                  | 8     | Узбекистан (UZB)                 | Акбар Джураєв                 |
| Світовий рейтинг ІВФ                  | 8     | Олімпійський комітет Росії (ROC) | Тимур Нанієв                  |
| Світовий рейтинг ІВФ                  | 8     | Іран (IRI)                       | Алі Хашемі                    |
| Світовий рейтинг ІВФ                  | 8     | Польща (POL)                     | Аркадіуш Михальський          |
| Світовий рейтинг ІВФ                  | 8     | Латвія (LAT)                     | Артурс Плезнієкс              |
| Світовий рейтинг ІВФ                  | 8     | Болгарія (BUL)                   | Христо Христов                |
| Світовий рейтинг ІВФ                  | 8     | Південна Корея (KOR)             | Чин Юнсон                     |
| Континентальний рейтинг ІВФ – Африка  | 1     | Туніс (TUN)                      | Аймен Бача                    |
| Континентальний рейтинг ІВФ – Америка | 1     | США (USA)                        | Веслі Кіттс                   |
| Континентальний рейтинг ІВФ – Азія    | 1     | Туркменістан (TKM)               | Овез Овезов                   |
| Континентальний рейтинг ІВФ – Європа  | 1     | —                                | —                             |
| Континентальний рейтинг ІВФ – Океанія | 1     | Австралія (AUS)                  | Метью Лайдмент                |
| Запрошення тристоронньої комісії      | 1     | Американське Самоа (ASA)         | Танумафілі Джангблут          |
| Перерозподіл невикористаних квот      | 1     | Литва (LTU)                      | Арнас Шидішкіс                |
| Загалом                               | 14    |                                  |                               |

### Понад 109 кг
| Відбір                                        | Квоти | НОК                     | важкоатлет, що кваліфікувався |
| --------------------------------------------- | ----- | ----------------------- | ----------------------------- |
| Світовий рейтинг ІВФ                          | 8     | Грузія (GEO)            | Лаша Талахадзе                |
| Світовий рейтинг ІВФ                          | 8     | Іран (IRI)              | Алі Давуді                    |
| Світовий рейтинг ІВФ                          | 8     | Бразилія (BRA)          | Фернанду Рейс                 |
| Світовий рейтинг ІВФ                          | 8     | Сирія (SYR)             | Ман Асаад                     |
| Світовий рейтинг ІВФ                          | 8     | Туркменістан (TKM)      | Ходжамухаммет Тойчиєв         |
| Світовий рейтинг ІВФ                          | 8     | Алжир (ALG)             | Валід Бідані                  |
| Світовий рейтинг ІВФ                          | 8     | Іспанія (ESP)           | Маркос Руїс                   |
| Світовий рейтинг ІВФ                          | 8     | Австрія (AUT)           | Сарґіс Мартиросян             |
| Континентальний рейтинг ІВФ – Африка          | 1     | —                       | —                             |
| Континентальний рейтинг ІВФ – Америка         | 1     | США (USA)               | Кейн Вілкс                    |
| Континентальний рейтинг ІВФ – Азія            | 1     | Китайський Тайбей (TPE) | Hsieh Yun-ting                |
| Континентальний рейтинг ІВФ – Європа          | 1     | Чехія (CZE)             | Їржі Орсаг                    |
| Континентальний рейтинг ІВФ – Океанія         | 1     | Нова Зеландія (NZL)     | Девід Літі                    |
| Перерозподіл запрошення тристоронньої комісії | 1     | Нідерланди (NED)        | Ензо Куворґе                  |
| Перерозподіл невикористаних квот              | 1     | Угорщина (HUN)          | Петер Надь                    |
| Загалом                                       | 14    |                         |                               |

## Жіночі змагання

### До 49 кг
| Відбір                                | Квоти | НОК                              | важкоатлетка, що кваліфікувалась |
| ------------------------------------- | ----- | -------------------------------- | -------------------------------- |
| Світовий рейтинг ІВФ                  | 8     | Китай (CHN)                      | Хоу Чжихуей                      |
| Світовий рейтинг ІВФ                  | 8     | Індія (IND)                      | Сайхом Мірабі Чану               |
| Світовий рейтинг ІВФ                  | 8     | США (USA)                        | Джордан Делакруз                 |
| Світовий рейтинг ІВФ                  | 8     | Домініканська Республіка (DOM)   | Беатріс Пірон                    |
| Світовий рейтинг ІВФ                  | 8     | Індонезія (INA)                  | Вінді Кантіка Айса               |
| Світовий рейтинг ІВФ                  | 8     | Олімпійський комітет Росії (ROC) | Христина Соболь                  |
| Світовий рейтинг ІВФ                  | 8     | Бразилія (BRA)                   | Наташа Роза                      |
| Світовий рейтинг ІВФ                  | 8     | Бельгія (BEL)                    | Ніна Стеркс                      |
| Континентальний рейтинг ІВФ – Африка  | 1     | Маврикій (MRI)                   | Ройліа Ранайвосоа                |
| Континентальний рейтинг ІВФ – Америка | 1     | Куба (CUB)                       | Лудія Монтеро                    |
| Континентальний рейтинг ІВФ – Азія    | 1     | Китайський Тайбей (TPE)          | Fang Wan-ling                    |
| Континентальний рейтинг ІВФ – Європа  | 1     | Франція (FRA)                    | Анаїс Мішель                     |
| Континентальний рейтинг ІВФ – Океанія | 1     | Папуа Нова Гвінея (PNG)          | Діка Тоуа                        |
| Країна-господарка                     | 1     | Японія (JPN)                     | Міяке Хіромі                     |
| Загалом                               | 14    |                                  |                                  |

### До 55 кг
| Відбір                                | Квоти | НОК                      | важкоатлетка, що кваліфікувалась |
| ------------------------------------- | ----- | ------------------------ | -------------------------------- |
| Світовий рейтинг ІВФ                  | 8     | Китай (CHN)              | Ляо Цююнь                        |
| Світовий рейтинг ІВФ                  | 8     | Філіппіни (PHI)          | Хіділін Діас                     |
| Світовий рейтинг ІВФ                  | 8     | Узбекистан (UZB)         | Муаттар Набієва                  |
| Світовий рейтинг ІВФ                  | 8     | Казахстан (KAZ)          | Чиншанло Зульфія Салахарівна     |
| Світовий рейтинг ІВФ                  | 8     | Мексика (MEX)            | Ана Лопес                        |
| Світовий рейтинг ІВФ                  | 8     | Туркменістан (TKM)       | Крістіна Шерметова               |
| Світовий рейтинг ІВФ                  | 8     | Україна (UKR)            | Конотоп Каміла Сергіївна         |
| Світовий рейтинг ІВФ                  | 8     | Південна Корея (KOR)     | Ham Eun-ji                       |
| Континентальний рейтинг ІВФ – Африка  | 1     | Туніс (TUN)              | Нуха Ландульсі                   |
| Континентальний рейтинг ІВФ – Америка | 1     | Канада (CAN)             | Рашель Леблан-Базіне             |
| Континентальний рейтинг ІВФ – Азія    | 1     | Китайський Тайбей (TPE)  | Chiang Nien-hsin                 |
| Континентальний рейтинг ІВФ – Європа  | 1     | Польща (POL)             | Йоанна Лоховська                 |
| Континентальний рейтинг ІВФ – Океанія | 1     | Соломонові Острови (SOL) | Мері Кіні Ліфу                   |
| Країна-господарка                     | 1     | Японія (JPN)             | Канае Яґі                        |
| Загалом                               | 14    |                          |                                  |

### До 59 кг
| Відбір                                | Квоти | НОК                     | важкоатлетка, що кваліфікувалась |
| ------------------------------------- | ----- | ----------------------- | -------------------------------- |
| Світовий рейтинг ІВФ                  | 8     | Китайський Тайбей (TPE) | Ко Сінчунь                       |
| Світовий рейтинг ІВФ                  | 8     | Еквадор (ECU)           | Александра Ескобар               |
| Світовий рейтинг ІВФ                  | 8     | В'єтнам (VIE)           | Хоанг Тхі Зуєн                   |
| Світовий рейтинг ІВФ                  | 8     | Венесуела (VEN)         | Юслейді Фігероа                  |
| Світовий рейтинг ІВФ                  | 8     | Велика Британія (GBR)   | Зо Сміт                          |
| Світовий рейтинг ІВФ                  | 8     | Франція (FRA)           | Дора Чакунте                     |
| Світовий рейтинг ІВФ                  | 8     | Вірменія (ARM)          | Ізабелла Яйлян                   |
| Світовий рейтинг ІВФ                  | 8     | Італія (ITA)            | Марія Алеманно                   |
| Континентальний рейтинг ІВФ – Африка  | 1     | Ботсвана (BOT)          | Маґделін Моєнґва                 |
| Континентальний рейтинг ІВФ – Америка | 1     | Канада (CAN)            | Талі Дарсіньї                    |
| Континентальний рейтинг ІВФ – Азія    | 1     | Туркменістан (TKM)      | Polina Gurýewa                   |
| Континентальний рейтинг ІВФ – Європа  | 1     | Німеччина (GER)         | Сабіне Куштерер                  |
| Континентальний рейтинг ІВФ – Океанія | 1     | Австралія (AUS)         | Еріка Ямасакі                    |
| Країна-господарка                     | 1     | Японія (JPN)            | Мікіко Андо                      |
| Загалом                               | 14    |                         |                                  |

### До 64 кг
| Відбір                                | Квоти | НОК                     | важкоатлетка, що кваліфікувалась |
| ------------------------------------- | ----- | ----------------------- | -------------------------------- |
| Світовий рейтинг ІВФ                  | 8     | Колумбія (COL)          | Мерседес Перес                   |
| Світовий рейтинг ІВФ                  | 8     | Канада (CAN)            | Мод Шаррон                       |
| Світовий рейтинг ІВФ                  | 8     | Еквадор (ECU)           | Анхі Паласіос                    |
| Світовий рейтинг ІВФ                  | 8     | Велика Британія (GBR)   | Сара Девіс                       |
| Світовий рейтинг ІВФ                  | 8     | Італія (ITA)            | Джорджія Бордіньйон              |
| Світовий рейтинг ІВФ                  | 8     | Китайський Тайбей (TPE) | Chen Wen-huei                    |
| Світовий рейтинг ІВФ                  | 8     | Куба (CUB)              | Марина Родрігес                  |
| Світовий рейтинг ІВФ                  | 8     | Німеччина (GER)         | Ліза Швайцер                     |
| Континентальний рейтинг ІВФ – Африка  | 1     | Туніс (TUN)             | Шайма Рахмуні                    |
| Континентальний рейтинг ІВФ – Америка | 1     | Нікарагуа (NCA)         | Сема Нансі                       |
| Континентальний рейтинг ІВФ – Азія    | 1     | Філіппіни (PHI)         | Елрін Андо                       |
| Континентальний рейтинг ІВФ – Європа  | 1     | Туреччина (TUR)         | Нурай Левент                     |
| Континентальний рейтинг ІВФ – Океанія | 1     | Австралія (AUS)         | Кіана Елліотт                    |
| Запрошення тристоронньої комісії      | 1     | Мальта (MLT)            | Ясмін Замміт Стівенс             |
| Загалом                               | 14    |                         |                                  |

### До 76 кг
| Відбір                                | Квоти | НОК                   | важкоатлетка, що кваліфікувалась |
| ------------------------------------- | ----- | --------------------- | -------------------------------- |
| Світовий рейтинг ІВФ                  | 8     | Еквадор (ECU)         | Нейсі Дайомес                    |
| Світовий рейтинг ІВФ                  | 8     | США (USA)             | Кетрін Най                       |
| Світовий рейтинг ІВФ                  | 8     | Мексика (MEX)         | Аремі Фуентес                    |
| Світовий рейтинг ІВФ                  | 8     | Південна Корея (KOR)  | Kim Su-hyeon                     |
| Світовий рейтинг ІВФ                  | 8     | Узбекистан (UZB)      | Кумушхон Файзуллаєва             |
| Світовий рейтинг ІВФ                  | 8     | Україна (UKR)         | Деха Ірина Михайлівна            |
| Світовий рейтинг ІВФ                  | 8     | Білорусь (BLR)        | Наумова Дар'я Сергіївна          |
| Світовий рейтинг ІВФ                  | 8     | Велика Британія (GBR) | Емілі Маскетт                    |
| Континентальний рейтинг ІВФ – Африка  | 1     | Камерун (CMR)         | Жанн Гаель Еєнга                 |
| Континентальний рейтинг ІВФ – Америка | 1     | Канада (CAN)          | Крістель Нґарлем                 |
| Континентальний рейтинг ІВФ – Азія    | 1     | Ліван (LBN)           | Махассен Фаттух                  |
| Континентальний рейтинг ІВФ – Європа  | 1     | Швеція (SWE)          | Патрісія Стреніус                |
| Континентальний рейтинг ІВФ – Океанія | 1     | Нова Зеландія (NZL)   | Megan Signal                     |
| Запрошення тристоронньої комісії      | 1     | Науру (NRU)           | Ненсі Гензель Абук               |
| Загалом                               | 14    |                       |                                  |

### До 87 кг
| Відбір                                                        | Квоти | НОК                            | важкоатлетка, що кваліфікувалась |
| ------------------------------------------------------------- | ----- | ------------------------------ | -------------------------------- |
| Світовий рейтинг ІВФ                                          | 8     | Китай (CHN)                    | Ван Чжоуюй                       |
| Світовий рейтинг ІВФ                                          | 8     | США (USA)                      | Метті Роджерс                    |
| Світовий рейтинг ІВФ                                          | 8     | Іспанія (ESP)                  | Лідія Валентін                   |
| Світовий рейтинг ІВФ                                          | 8     | Домініканська Республіка (DOM) | Крісмері Сантана                 |
| Світовий рейтинг ІВФ                                          | 8     | Еквадор (ECU)                  | Тамара Саласар                   |
| Світовий рейтинг ІВФ                                          | 8     | Чилі (CHI)                     | Марія Фернанда Вальдес           |
| Світовий рейтинг ІВФ                                          | 8     | Венесуела (VEN)                | Наруйрі Перес                    |
| Світовий рейтинг ІВФ                                          | 8     | Монголія (MGL)                 | Анхцецег Мунхджанцан             |
| Континентальний рейтинг ІВФ – Африка                          | 1     | Камерун (CMR)                  | Клементін Мекеньї                |
| Континентальний рейтинг ІВФ – Америка                         | 1     | Бразилія (BRA)                 | Жакелін Феррейра                 |
| Континентальний рейтинг ІВФ – Азія                            | 1     | Південна Корея (KOR)           | Kang Yeoun-hee                   |
| Континентальний рейтинг ІВФ – Європа                          | 1     | Франція (FRA)                  | Гаель Найо-Кетчанке              |
| Континентальний рейтинг ІВФ – Океанія                         | 1     | Нова Зеландія (NZL)            | Кана Ендрюс-Наху                 |
| Перерозподіл невикористаного запрошення тристоронньої комісії | 1     | Молдова (MDA)                  | Елена Кильчик                    |
| Загалом                                                       | 14    |                                |                                  |

### Понад 87 кг
| Відбір                                | Квоти | НОК                            | важкоатлетка, що кваліфікувалась |
| ------------------------------------- | ----- | ------------------------------ | -------------------------------- |
| Світовий рейтинг ІВФ                  | 8     | Китай (CHN)                    | Лі Веньвень                      |
| Світовий рейтинг ІВФ                  | 8     | США (USA)                      | Сара Роблес                      |
| Світовий рейтинг ІВФ                  | 8     | Південна Корея (KOR)           | Lee Seon-mi                      |
| Світовий рейтинг ІВФ                  | 8     | Домініканська Республіка (DOM) | Вероніка Саладін                 |
| Світовий рейтинг ІВФ                  | 8     | Велика Британія (GBR)          | Емілі Кемпбелл                   |
| Світовий рейтинг ІВФ                  | 8     | Індонезія (INA)                | Нурул Акмал                      |
| Світовий рейтинг ІВФ                  | 8     | Нова Зеландія (NZL)            | Лорел Габбард                    |
| Світовий рейтинг ІВФ                  | 8     | Австралія (AUS)                | Charisma Amoe-Tarrant            |
| Континентальний рейтинг ІВФ – Африка  | 1     | —                              | —                                |
| Континентальний рейтинг ІВФ – Америка | 1     | Куба (CUB)                     | Еюркенія Дюверже                 |
| Континентальний рейтинг ІВФ – Азія    | 1     | Монголія (MGL)                 | Ерденебатин Білегсайхан          |
| Континентальний рейтинг ІВФ – Європа  | 1     | Бельгія (BEL)                  | Анна Ван Беллінген               |
| Континентальний рейтинг ІВФ – Океанія | —     | —                              | —                                |
| Запрошення тристоронньої комісії      | 1     | Тонга (TGA)                    | Куйніні Манумуа                  |
| Перерозподіл невикористаних квот      | 2     | Австрія (AUT)                  | Сара Фішер                       |
| Перерозподіл невикористаних квот      | 2     | Іран (IRI)                     | Паріса Джаганфекріян             |
| Загалом                               | 14    |                                |                                  |